# Tricraterifrontia xanthiata
Tricraterifrontia xanthiata là một loài bướm đêm trong họ Noctuidae.